# اسقف‌نشین پونتوس (استان رومی)
اسقف‌نشین پونتوس (لاتین: Dioecesis Pontica) یک  اسقف‌نشین رومی از امپراتوری روم بعدی بود که استان‌های شمال و شمال شرق آسیای صغیر (آناتولی) تا مرز  شاهنشاهی ساسانی در ارمنستان بزرگ را در بر می‌گرفت.